# Can You Hear Me?
«Can You Hear Me?» es el tercer sencillo de Evermore, tomado de su tercer álbum de estudio Truth of the World: Welcome to the Show. El sencillo fue lanzado el 22 de mayo de 2009 a través de iTunes y como CD sencillo.
Es el último sencillo del álbum y cuenta la historia del protagonista, Max, que estrelló su auto en un río y ve toda su vida correr ante sus ojos. 
La canción es en la actualidad es utilizada para un comercial de televisión de Westpac y también está siendo usada actualmente para la promoción de la séptima temporada de la serie Grey's Anatomy.

## Video
Evermore grabó y produjo el video musical en Johannesburgo, Sudáfrica y fue dirigido por Tristan Holmes. Estuvo a disposición de los fanes de Evermore a medianoche el 3 de junio de 2009. 
El comienzo del video muestra la canción "Faster" del mismo álbum y luego avanza hacia la canción "Can You Hear Me?". El video fue recientemente incluido en iTunes y está disponible en dos versiones: la versión sencillo, que sólo consiste en la canción y la versión extendida del álbum, que también cuenta con la sección de la canción "Faster". 
Peter Hume, en un mensaje sobre el video dijo: 

"Es el último sencillo del álbum, es muy emocional y uno de nuestros favoritos. Filmamos en Johannesburgo, Sudáfrica, que parece como un lugar extraño para el video, y lo es. Conocimos al director Tristan Holmes, hace un par de años y siempre lo teníamos en la parte de atrás de nuestras mentes porque él hizo un trabajo de gran alcance emocional y el vocabulario impresionante. Queríamos hacer algo diferente a cualquier cosa que hayamos hecho antes. No teníamos ni idea de lo que íbamos a hacer. 

En una sesión el día 4, en la que no creo que Jon nunca salió con ropa mojada, que fueron golpeados con mangueras de incendios y se subió a través de tuberías de drenaje. A pesar de esto creo que definitivamente valió la pena"

.

## Lista de canciones

### iTunes single 1
Todas las canciones escritas y compuestas por Evermore. 
| iTunes single |                                       |          |  |
| N.º           | Título                                | Duración |  |
| 1.            | «Can You Hear Me?» (Versión Sencillo) | 5:39     |  |
| 5:39          |                                       |          |  |

### CD sencillo
| CD sencillo |                       |          |  |
| N.º         | Título                | Duración |  |
| 1.          | «Can You Hear Me?»    | 5:42     |  |
| 2.          | «Seasons Will Change» | 4:09     |  |
| 3.          | «The Beautiful Lie»   | 3:15     |  |
| 13.06       |                       |          |  |

## Posición en las listas
| Lista (2009)              | Posición |
| ------------------------- | -------- |
| ARIA Singles Chart        | #12      |
| New Zealand Singles Chart | #22      |

## Versiones oficiales
- "Can You Hear Me?" (Versión álbum) - 6:43
- "Can You Hear Me?" (Versión sencillo) - 5:39
- "Can You Hear Me?" (Versión radio) - 4:09

## Lanzamiento
| Región      | Fecha                    | Sello                | Formato          | Catálogo   |
| ----------- | ------------------------ | -------------------- | ---------------- | ---------- |
| Australia   | 22 de mayo de 2009       | Warner Music         | Descarga digital |            |
| Australia   | 5 de junio de 2009       | Warner Music         | CD               | 5186545272 |
| Reino Unido | 14 de septiembre de 2009 | All Around the World | CD               |            |

## Personal
- Jon Hume - vocales, guitarra
- Peter Hume - vocales, teclados, bajo
- Dann Hume - vocales, batería